# Antiphonale monasticum (1934)

L’Antiphonaire monastique est un antiphonaire en grégorien, destiné aux monastères et publié en 1934 par l'abbaye Saint-Pierre de Solesmes et chez Desclée.
Il ne faut pas confondre avec une nouvelle édition de l'Antiphonale monasticum en grégorien et en édition critique, sorti dès 2005 par la même abbaye.

## Histoire
Après avoir adopté le chant grégorien en faveur de leurs offices, les monastères auprès de l'ordre de Saint-Benoît profitaient, au début du XXe siècle, des publications effectuées par l'abbaye Saint-Pierre de Solesmes à la fin du XIXe siècle. Cependant, après la Première Guerre mondiale, ces livres n'étaient plus adaptés aux offices à la suite de la réforme liturgique du pape Pie X. L'ordre devait donc décider de suivre cette réforme ou non.
Toutefois, à Solesmes, Dom Joseph Gajard († 1972) auprès de l'atelier de la Paléographie musicale prenait déjà ce sujet. En effet, il écrivit vers 1915 à son abbé Dom Paul Delatte qu'il existait trois choix :

1. adopter l'antiphonaire de l'Édition Vaticane, publié en 1912 et adapté à la réforme, en ajoutant quelques fêtes locales ;
2. remanier les livres de Solesmes ;
3. éditer un nouvel antiphonaire.

Déjà nommé en 1914 successeur de Dom André Mocquereau († 1930), Dom Gajard souhaitait fortement le troisième, en prétextant que l'Édition Vaticane, celle de Dom Joseph Pothier, ne soit pas acceptable, avec plusieurs raisons. 
À cette époque-là, le monastère était en exil à l'abbaye Notre-Dame de Quarr, en Angleterre. L'approbation de l'abbé ne fut donnée que plus tard, en 1920. Il est certain que, vers 1927 à Solesmes, Dom Gajard et son équipe engageaient les travaux de rédaction, avec le soutien de Dom Mocquereau, avant son décès. 
L'édition obtint son soutien officiel de l'ordre en 1925 et 1930, et l'autorisation finale fut octroyée, le 11 juillet 1933, par Dom Fidelis von Stotzingen, abbé-primat et supérieur du Collège bénédictin à Rome. À la suite de cette approbation, le secrétaire de l'ordre autorisa sa publication le 4 mai 1934, et l'édition fut imprimée le 18 mai à Tournai, chez Desclée.

## Caractéristiques

### Discipline différente de l'édition
La rédaction de cet antiphonaire, dirigée par Dom Joseph Gajard, était considérablement différente d'autres éditions de l'abbaye Saint-Pierre de Solesmes. De fait, toutes les restaurations de Solesmes sont effectuées d'après les manuscrits les plus anciens et les plus sûrs du chant grégorien, depuis que Dom Paul Jausions et Dom Joseph Pothier adoptèrent cette discipline en 1862, après avoir consulté de nombreux documents anciens. Surtout, l'abbaye n'hésita pas à suspendre son soutien, en 1905, en faveur de la commission pontificale de l'Édition Vaticane, qui ne répartissait pas cette discipline.  
Au contraire, Dom Gajard ne respectait pas la tradition de Solesmes, en dépit de ses travaux vraiment concentrés. Certes, l'atelier de la Paléographie musicale préparait un grand tableau pour comparer des manuscrits de chaque antienne, lors de la publication de l'Antiphonale monasticum. Notamment l'abbé Paul Delatte avait chargé à Dom Paul Blanchon-Lasserve et à Dom Amande Ménager, entre 1904 et 1906, de photographier des manuscrits dans plusieurs pays. On comptait 16 300 clichés. Si la plupart des photos attendaient encore leur analyse, Dom Gajard, directeur de l'atelier, pouvait profiter de ces trésors. Dom Danier Saulnier découvrit cependant, en préparant sa nouvelle version Antiphonale monasticum (2005), que Dom Gajard choisissait parfois, au dernier moment, des notations italiennes, au lieu des manuscrits les plus anciens.   
Ainsi, il est évident que l'équipe sélectionnait les manuscrits tardifs, qui n'écrivaient que la deuxième note du quilisma-pes. La première note de ce neume est si faible que les notations tardives ne conservaient que la deuxième. Il est pourtant incompréhensible que, dans certains cas, l'édition de 1934 supprimât la deuxième note du quilisma, plus importante, au lieu de la première. 
Par conséquent, l'édition demeure loin d'être critique, manquant de critères scientifiques. 
À la suite de la parution de l'édition en 1934, Yvonne Rokseth, professeur de l'université de Strasbourg, félicita cette publication. Toutefois, elle n'oublia pas à déclarer à Dom Gajard : en tant que musicologue, elle souhaitait que l'abbaye sorte dorénavant l'édition critique.

### Préférence des manuscrits italiens
Avec une grosse difficulté, l'usage de cet antiphonaire devint problématique de nos jours, car Dom Gajard transforma systématiquement le si bémol en si bécarre. Malgré la majorité des manuscrits indiquant le si bémol, ce directeur adoptait les notations italiennes. Mais, les études récentes expriment que les notateurs de ces manuscrits ne connaissaient pas le bémol, simplement, et il n'y avait pas de pratique du si bécarre. À savoir, ces notations ne distinguent pas le si bémol et le si bécarre. C'est la première raison pour laquelle le directeur commettait l'erreur.  
De surcroît, Dom Gajard ne respectait pas les manuscrits anciens, de sorte que le chant adapte aux oreilles contemporaines. La modification créa certes une nouvelle beauté musicale. Mais il ne s'agit pas de mélodie grégorienne authentique.   
Enfin, l'équipe, vraisemblablement Dom Gajard lui-même, rajoutait de temps en temps une note ou deux, inexplicables et assez discutables, aux manuscrits corrects tel l'antiphonaire de Hartker. Quoique la préface de l'antiphonaire mentionnât ce manuscrit en tant que base, la rédaction, en réalité, ne le respectait pas.
Dom Saulnier donnait plusieurs explications : sa préférence, son goût, une caractéristique exotique, une antithèse contre les œuvres de Dom Joseph Pothier. Mais, il semble que l'époque de cette publication fût plus tolérante et favorable pour cette édition. 
Quoi qu'il en soit, ces modifications ne sont plus admissibles, étant donné une édition officielle de son ordre, indiquée de son titre Antiphonale monasticum, et non personnelle.

### Améliorations

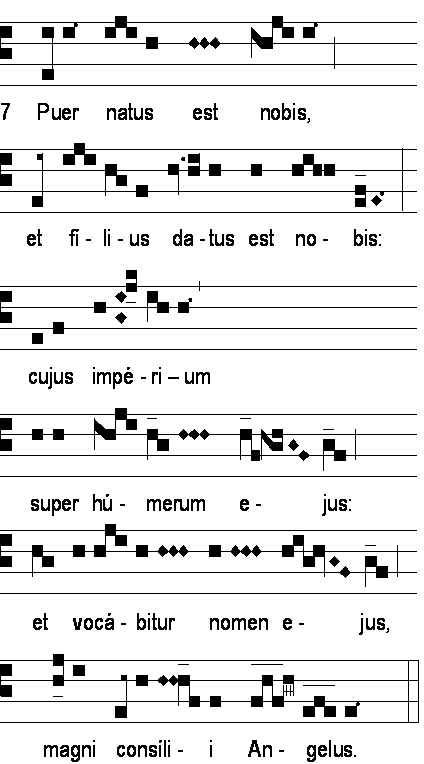
Graphie particulière de tristropha, inventée pour la première fois en faveur de lAntiphonale monasticum. Celle de ce dernier ressemblait davantage à celle du neume sangallien. Comme ces passages ont besoin d'une finesse d'expression, il vaut mieux rétablir les signes de l'antiphonaire.

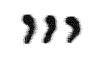
Tristropha dans la notation sangallienne.

En dépit de ces inconvénients, il existe quelques améliorations dans cette édition. D'une part, les signes neumatiques furent enrichis. Surtout, inspirée des neumes sangalliens, l'équipe avait inventé ses graphies originales en faveur des stropha, notamment distropha et tristropha. Ces graphies, imitant celles de Saint-Gall, sont capables d'indiquer effectivement la caractéristique de cet élément, léger, raffiné, à l'unisson, donc passage simple, tout comme les neumes originaire. Très utile pour l'interprétation, quelques notations de nos jours adoptent cette manière, si la graphie fut simplifiée. De même, ces moines bénédictins créèrent plusieurs graphies correspondant à quelques neumes sangalliens, y compris les virga strata, bivirga et trivirga épisémés, et même punctum liquescent,. En conséquence, l'articulation peut être plus raffinée, grâce à ces signes améliorés. Cette évolution fut encore suivie des œuvres de Dom Jean Claire († 2006). D'ailleurs, l'emploi de son propre signe de l'oriscus permet de préciser un neume sangallien particulier, pes stratus. Alors que l'Édition Vaticane employait un pes suivi d'un punctum à l'unisson, l'Antiphonaire monastique conservait donc l'oriscus.
D'autre part, l'équipe de cet antiphonaire réussit à corriger une erreur d'articulation dans les publications précédentes. Il s'agit d'un porrectus particulier, composé d'un clivis suivi immédiatement d'une virga épisémée. Alors qu'auparavant, Dom Pothier et Dom Mocquereau n'attribuaient la note longue qu'à la première, vraisemblablement sous influence de la musique contemporaine, l'édition de 1934 allonge correctement toutes les trois notes. 
Par ailleurs, quelle que soit la qualité de l'édition, de grandes tableaux comparatifs utilisés étaient appréciés, jusqu'à ce que Dom Daniel Saulnier établisse une nouvelle discipline : restaurer exactement ceux que les moines carolingiens chantaient certainement, selon le manuscrit le plus sûr, à la place d'une synthèse jamais chantée. Mais, lors de sa publication, Dom Saulnier aussi n'oublia pas à examiner ces tableaux.

## Publication
- 1934 : Antiphonale monasticum pro diurnis horis juxta vota RR. DD. abbatum congregationum confœderatarum ordinis sancti Benedicti a Solesmensibus monachis restitutum, Société de Saint-Jean-l'Évangéliste et Desclée et Cie. (n° 818), Tournai, 1296 p. [lire en ligne]
- 2006 : Antiphonale monasticum (reproduction anastatique), Éditions de Solesmes  (ISBN 978-2-85274-173-7) 1250 p[6].

## Usage actuel
Tout comme le Liber gradualis, l'Édition Vaticane, ce livre de chant n'est plus capable de satisfaire l'exécution de nos jours, une fois que la sémiologie grégorienne réussit à rétablir la propre nature du chant grégorien.
Cependant, il fallut que l'Antiphonale monasticum (dès 2005) en édition critique adapte à la réforme selon le concile Vatican II,. D'où, la version de Dom Gajard reste utile afin de reconnaître et de restaurer la liturgie ancienne. Le texte est issu de l'Antiphonario romano, sorti le 10 juillet 1929 par la Congrégation des rites. La réimpression des Éditions de Solesmes est donc toujours disponible depuis 2006.

## Restaurateurs du chant grégorien à Solesmes et leurs livres de chant
En tant qu'éditeur, chaque restaurateur à l'abbaye Saint-Pierre sortit sa propre édition de livre de chant :
- (1864 : Paul Jausions († 1870), Directorium Chori chez Vatar
perdu avant l'usage, à cause d'un incendie de l'imprimeur) ;
- 1883 : Joseph Pothier († 1923), Liber gradualis chez Desclée ;
- 1896 : André Mocquereau († 1930), Liber usualis (Paroissien Romain) auprès de l'Imprimerie Saint-Pierre-de-Solesmes ;
- 1934 : Joseph Gajard († 1972), Antiphonale monasticum pro diurnis horis chez Desclée ;
- (1957 - 1962 : Eugène Cardine († 1988), Graduel romain, Édition critique par les moines de Solesmes
interrompu à la suite du concile Vatican II, après 3 tomes de publication sans usage) ;
- 2005 - : Daniel Saulnier, Antiphonale monasticum chez Éditions de Solesmes.